# Johan Læstadius (1700–1755)
Johan Læstadius, född 1700 i Arjeplogs församling, död 13 september 1755 i Arjeplogs församling, var en svensk präst.
Læstadius var son till kyrkoherden i Arjeplog Johan Læstadius och Brita Noræus Fjellström. Læstadius blev gymnasist i Strängnäs 1724 och student vid Uppsala universitet 1728 samt prästvigdes i Stockholm 1730 och tillträdde som kyrkoherde i Silbojokks församling 1731 efter fadern. 1734 blev Silbojokks församling annex till Arjeplogs församling, varvid Læstadius blev pastor i Arjeplog och fick förrätta gudstjänst i Silbojokk två gånger varje sommar. Læstadius var aktiv i den nyinrättade sameskolan i Arjeplog och betraktades som en viktig aktör i kristnandet av samerna. Han deltog i revideringen av den samiska bibelöversättningen och i utarbetandet av samiska psalmboken 1744; han bidrog där med elva psalmer. 
Læstadius gifte sig 1734 med Catharina Gran, som var dotter till kyrkoherden Olof Gran och Elsa Hernodius. Av makarnas 14 barn blev en son klockare i Luleå socken, en dotter gift med en klockare i Piteå, en dotter gift med komministern Carl Brunnius i Torneå och kyrkoherden David Niklas Cneiff i Karl Gustav, en son skolmästare i Luleå, en dotter gift med kyrkoherden Olof Sandberg i Övertorneå, en son bergsfogde vid Nasafjälls silververk och tillika far till väckelsepredikanten, en dotter gift med en läroverkskollega i Piteå, en dotter gift med prosten Abraham Frosterus i Ijo, en son komminister i Luleå och en dotter gift med prosten Samuel Öhrling i Lycksele